# Joodse wijk (Jeruzalem)

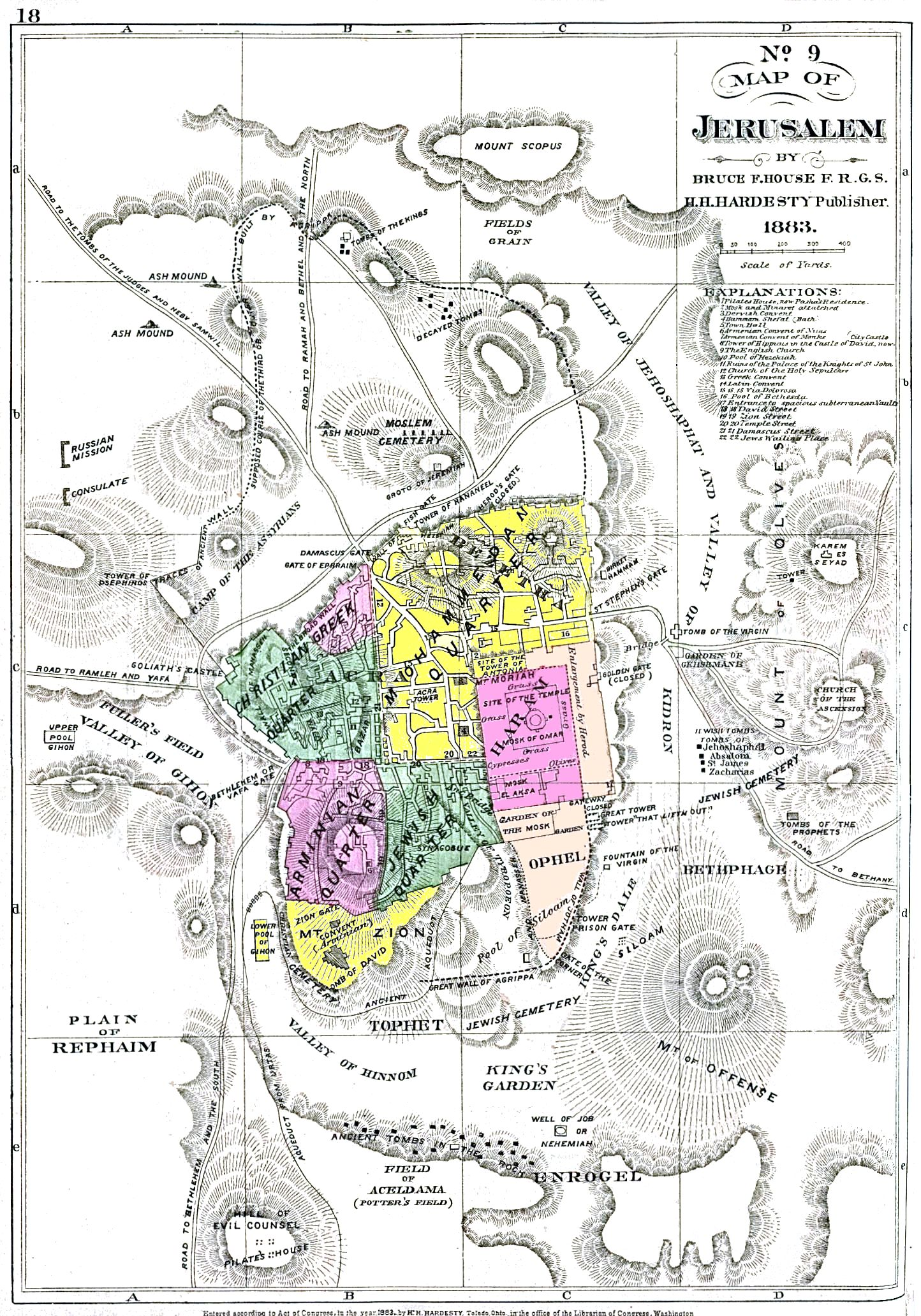
Een kaart uit 1883 van de Oude Stad met de vier wijken

De Joodse wijk (ook: het Joodse kwartier) (Hebreeuws:הרובע היהודי,(HaRova HaYehudi, kortweg Rova) Arabisch:حارة اليهود) is een van de vier traditionele wijken waarin de Oude Stad, het ommuurde stadscentrum van Jeruzalem, verdeeld is. De andere drie zijn: de Christelijke wijk, de Islamitische wijk en de Armeense wijk.
In 1948 woonden er 2000 Joden en besloeg deze wijk 45.000 m². In 2015 besloeg de Joodse wijk 11,6 hectare met 2960 inwoners. De wijk ligt in het zuidoosten van het ommuurde stadsdeel. Het strekt zich uit van de Zionspoort in het zuiden tot de Westelijke muur van de Tempelberg in het oosten.
De Joodse wijk bevond zich aanvankelijk bij de Marokkaanse poort en de poort van Coponius in het zuidwestelijke deel van de westelijke muur.
Een van de kenmerkendste gebouwen in de wijk is de Hurva-synagoge. Dit gebouw uit 1864 werd verwoest in 1948, maar herbouwd in 2010. Archeologen vonden in 2006 op de plaats waar deze synagoge gebouwd werd een boog uit de Byzantijnse periode.

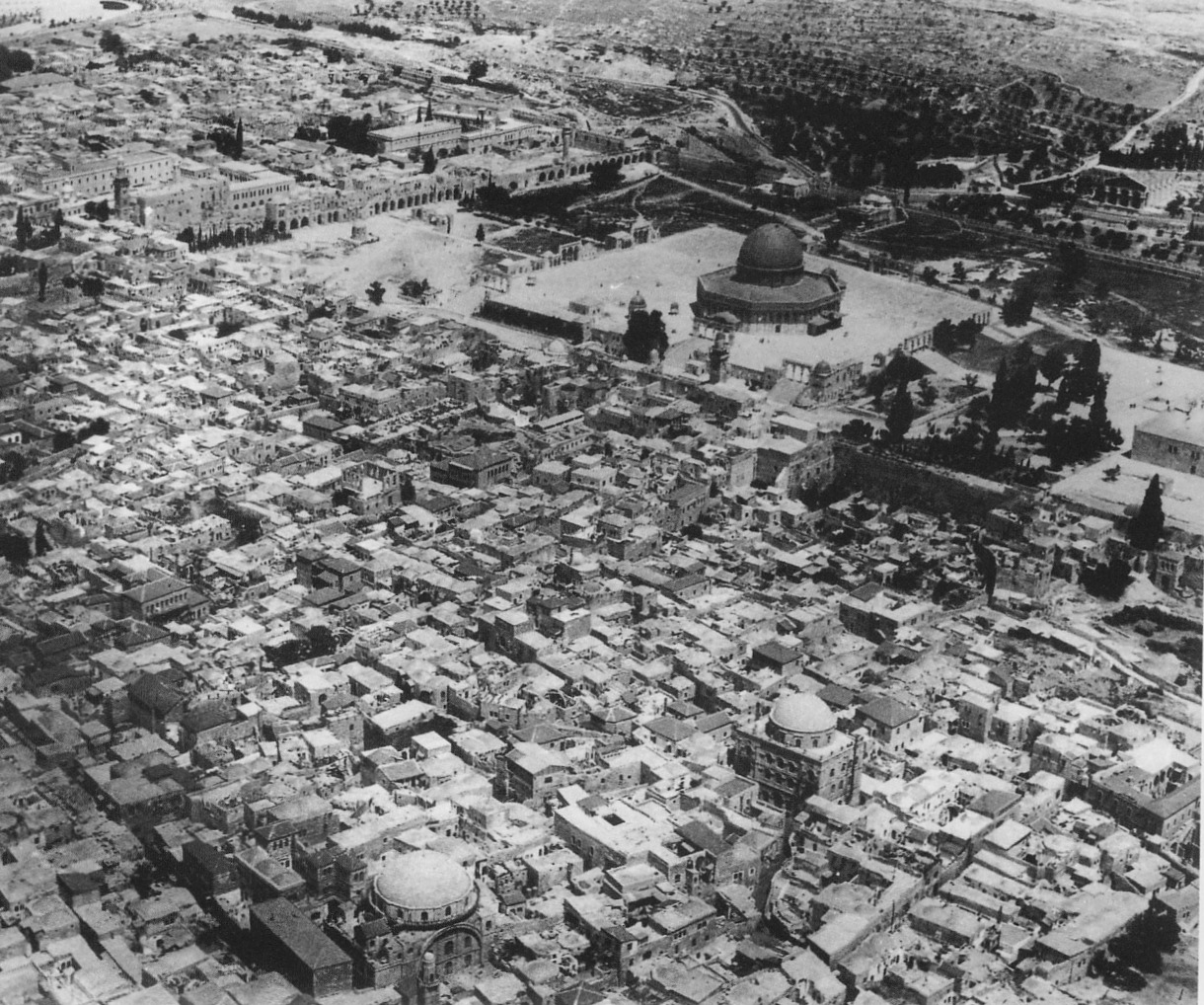
Jeruzalems Oude Stad aan het begin van de 20e eeuw. Onderaan de foto bevindt zich de Joodse wijk. De gebouwen en huizen in het midden van de foto maken deel uit van de Marokkaanse wijk

.

## Geschiedenis

### Het Romeinse Rijk
Na de verwoesting van Jeruzalem in het jaar 70 door de Romeinen verspreidde zich een groot deel van de Joodse bevolking over de wereld. Vóór die tijd woonden er ook al meer Joden in de zogenaamde Joodse diaspora dan in Palestina.
In 135 bouwde de Romeinse keizer Hadrianus de stad Aelia Capitolina op de ruïnes van het oude Jeruzalem en sloeg het Tiende Legioen zijn kamp op op de westelijke heuvel bij Jeruzalem. Na de Bar Kochba-opstand werd het Joden verboden om in de stad te wonen Er verrezen nieuwe bouwwerken, onder andere een Romeins badhuis en een gebouwen en een cardo (uit de periode van het Byzantijnse Rijk).

### Het Ottomaanse tijdperk
De bevolking van de Joodse wijk was ten tijde van het Ottomaanse Rijk niet homogeen. Wanneer de Joodse wijk is ontstaan, is niet exact vast te stellen, maar de bevolking van de stad kreeg een gevarieerde opbouw doordat verschillende bevolkingsgroepen bij elkaar in wijken gingen wonen.
Vanaf 1840 kwam er een golf van Joodse immigranten en groeide het aantal Joden in een paar jaar tijd van 2000 naar 5000. De meeste woningen werden gehuurd van niet-Joodse eigenaars.
In de jaren van 1850 werd door de Rothschildfamilie het appartementencomplex Batei Hamahse (beschermde huizen) gebouwd. In 1857 financierde Moses Montefiore de eerste Joodse wijk buiten de muren van de Oude Stad van Jeruzalem, het begin van de stichting van West-Jeruzalem. Gedurende de 19e eeuw werden er wijken bij gebouwd voor sefardische joden, en een wijk voor ashkenazische joden.
. Tegen het eind van de 19e eeuw verhuisden veel Joden naar de Islamitische wijk als gevolg van overbevolking in de Joodse wijk.
Rond de jaarwisseling naar de 20e eeuw telde de Joodse bevolking van de wijk 19.000 inwoners.
Gedurende de dertig jaar van het Britse mandaat was de Zionistische Beweging bezig om Joodse centrale instellingen in het westelijke deel van de stad te ontwikkelen. De Joodse wijk werd bestemd voor religieuze en studie- doeleinden.

### Periode 1948-1967

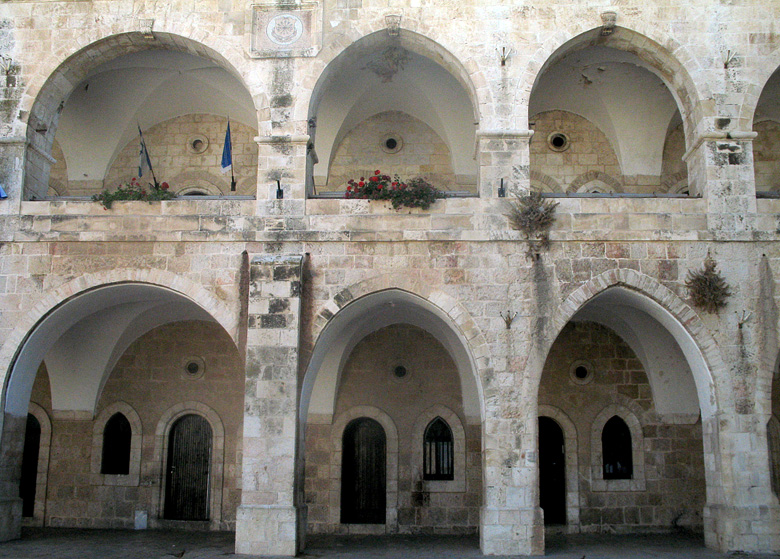
Appartementencomplex Batei Mahse (1854), 5 juni 2007

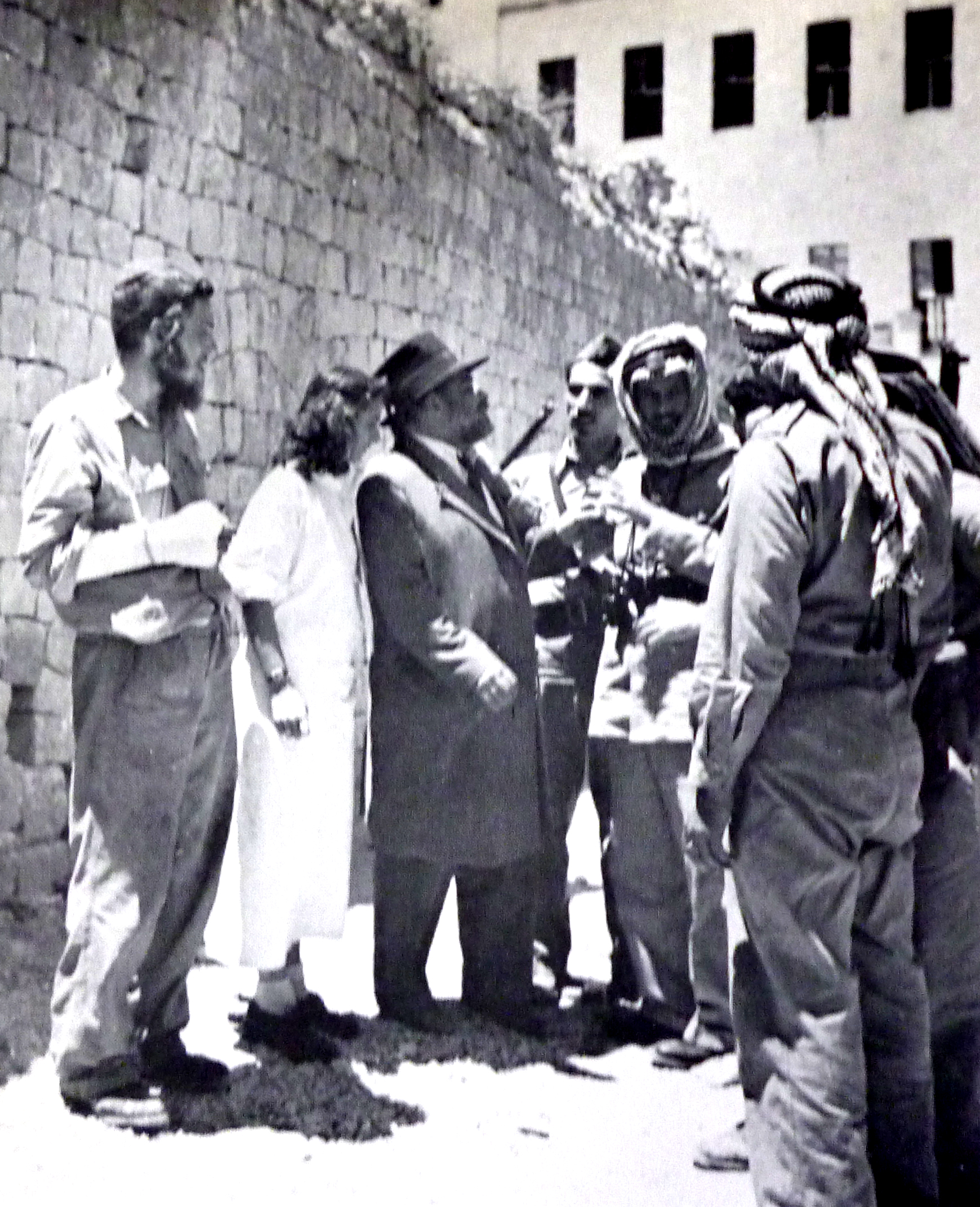
Weingarten onderhandelt over capitulatie met soldaten van het Arabische Legioen, 28 mei 1948

Tijdens de Arabisch-Israëlische Oorlog van 1948 werd de bevolking van ongeveer 2000 Joden in de Joodse wijk gedwongen de wijk te verlaten. Kolonel Abdullah el Tell, de plaatselijke bevelhebber van het Jordaanse Arabische Legioen, met wie Mordechai Weingarten onderhandeld had over de voorwaarden voor capitulatie, beschrijft in zijn memoires (Cairo, 1959) de vernietiging van de Joodse wijk:
… De operaties voor gecalculeerde vernietiging waren in gang gezet.... Ik wist dat de Joodse wijk dichtbevolkt was met Joden die met hun bemoeienis een hoop moeilijkheden veroorzaakten voor hun soldaten.... Ik begon daarom met het bombarderen van de wijk met mortieren en zo ellende en vernieling creërend.... Slechts vier dagen nadat we Jeruzalem binnentrokken, was de Joodse wijk hun kerkhof geworden. Er heersten dood en verderf.... Bij zonsopgang op vrijdag 28 mei 1948 doemde de Joodse wijk op stuiptrekkend in een zwarte wolk - een wolk van dood en ellende." |Yosef Tekoah (Permanent Representative of Israel to the United Nations) quoting Abdullah el-Tal.]
Van de Jordaanse bevelhebber wordt gezegd dat hij z'n meerderen vertelde: "Voor het eerst in 1000 jaar bleef er geen enkele Jood in de Joodse wijk. Geen enkel gebouw bleef intact. Dit maakt de Joodse terugkeer onmogelijk." De Hurva-synagoge, oorspronkelijk gebouwd in 1701, werd opgeblazen door het Jordaanse Arabische Legioen. Tijdens de 19-jarige Jordaanse overheersing werd een derde van de gebouwen in de Joodse wijk afgebroken. Volgens een klacht die Israel indiende bij de Verenigde Naties, waren op een na alle 35 Joodse gebedshuizen in de Oude Stad vernield. De synagogen waren verwoest of geplunderd en ontdaan van hun interieur en gebruikt als kippenhok of stal.
In de nasleep van de oorlog van 1948 bracht het Rode Kruis Palestijnse vluchtelingen onder in de ontvolkte en gedeeltelijk verwoeste Joodse wijk. Dit groeide uit tot het vluchtelingenkamp Muaska, beheerd door UNRWA, dat vluchtelingen huisvestte van 48 locaties die nu in Israël liggen. In de loop van de tijd vestigden zich ook veel arme niet-vluchtelingen in het kamp. De omstandigheden voor bewoning werden onveilig als gevolg van gebrek aan onderhoud en sanitair. Jordanië had het plan de wijk om te vormen tot een park, maar noch UNRWA noch de Jordaanse regering wilden negatieve internationale reacties die zouden ontstaan als zij de oude Joodse huizen zouden slopen. In 1964 werd besloten het vluchtelingenkamp te verplaatsen naar een nieuw kamp, gebouwd in de buurt van Shuafat. De meeste vluchtelingen weigerden te verhuizen, aangezien dat het verlies zou betekenen van hun levensonderhoud, de markt en de toeristen, en ook de toegang tot de heilige plaatsen zou verminderen. Uiteindelijk werden veel van de vluchteling gedwongen te verhuizen naar Shuafat gedurende 1965 en 1966.

### Na 1967

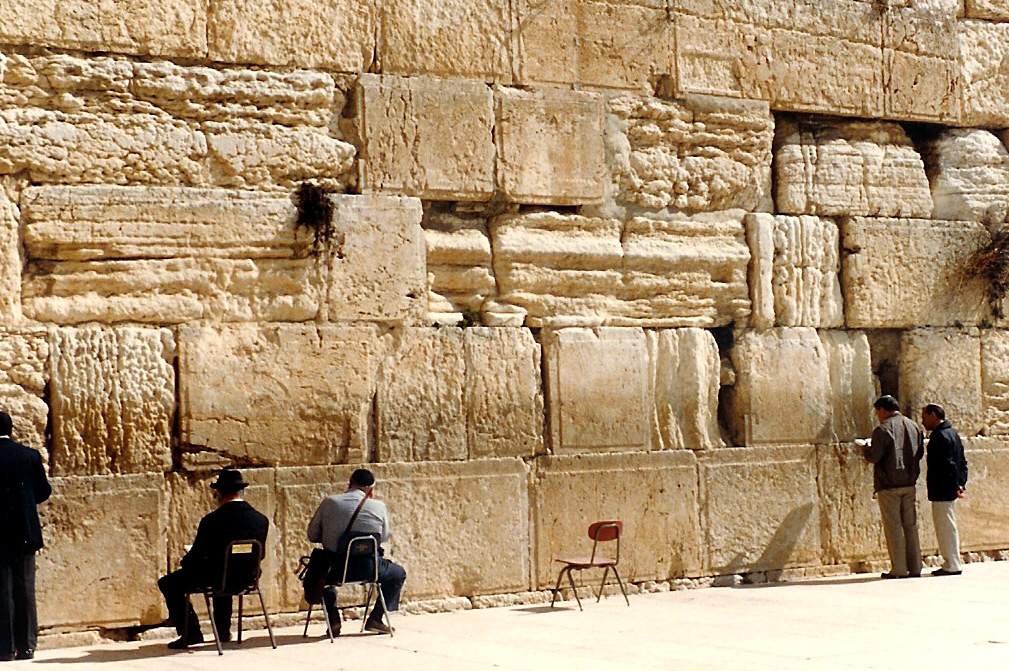
De Klaagmuur, 2006

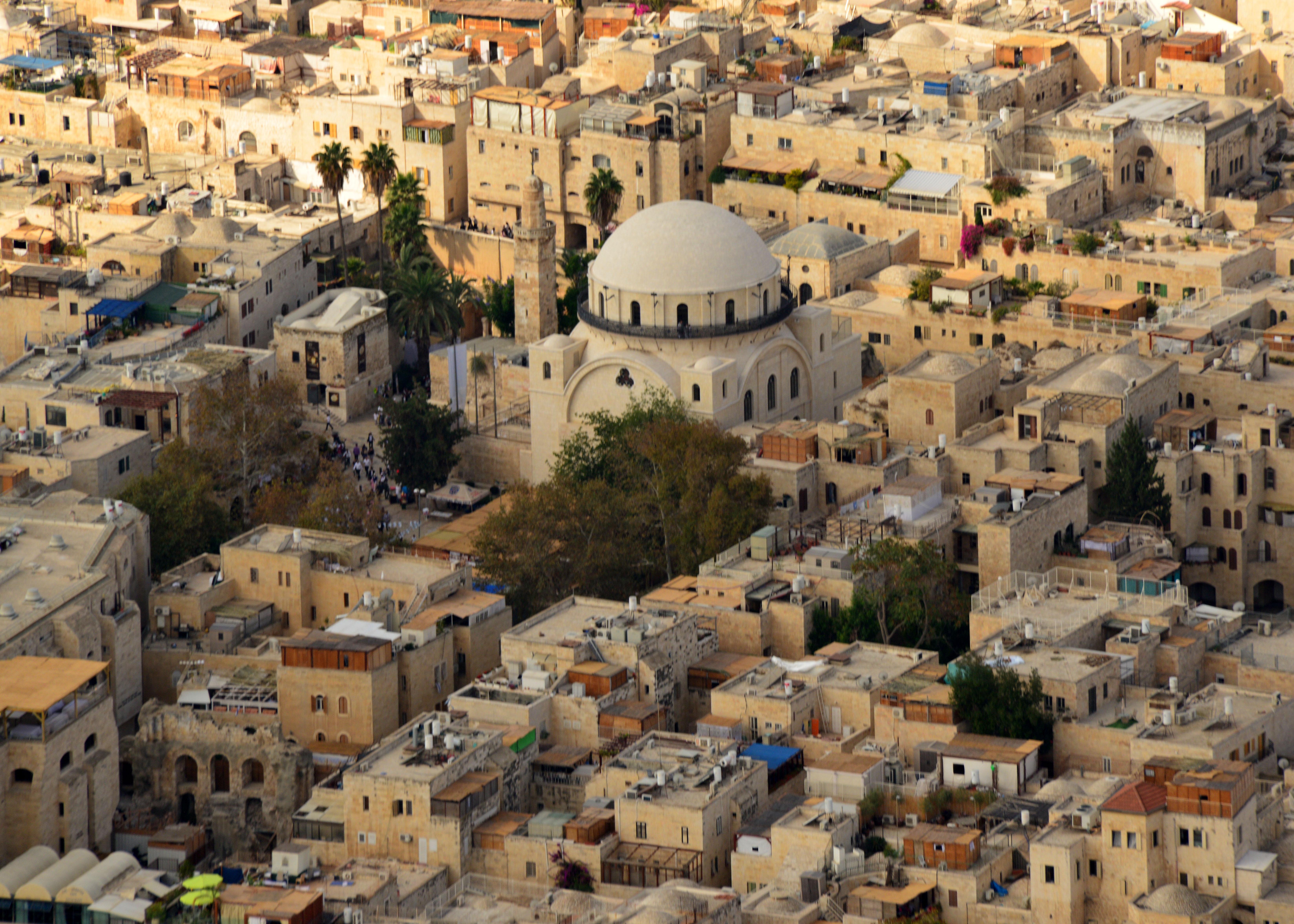
Hurva-synagoge in de Joodse wijk, oktober 2014

In 1948 werd West-Jeruzalem veroverd door de toen opgerichte staat Israël, en veroverde Jordanië Oost-Jeruzalem inclusief de Oude Stad. De Joodse bewoners werden gedwongen te vertrekken en een groot deel van de wijk, inclusief tientallen synagoges werd verwoest. Gedurende de Jordaanse bezetting tot 1967, toen Israël de Westelijke Jordaanoever inclusief Oost-Jeruzalem veroverde en bezette, was de wijk verboden gebied voor Joden.
Gedurende de eerste week na de inname van de Oude Stad werd de Marokkaanse wijk met z'n 25 woningen met de grond gelijkgemaakt om een plein te maken aan de voet van de Westmuur.
In april 1968 onteigende de regering 12,9 hectare grond die vóór 1948 de Joodse wijk vormde. In 1969 werd de 'Maatschappij voor ontwikkeling van de Joodse wijk' opgericht, onder auspiciën van het Ministerie van Bouw en Huisvesting, om de desolate Joodse wijk te herbouwen.
Volgens een artikel door Thomas Abowd in de Jerusalem Quarterly (Hawliyat al-Quds) bedroeg de Arabische bevolking van de wijk ongeveer 1000 personen, waarvan de meeste vluchtelingen waren, die de lege Joodse huizen in 1949 in bezit hadden genomen. Hoewel velen aanvankelijk uit de wijk gevlucht waren, kwamen zij later terug, nadat Levi Eshkol beval dat de Arabische inwoners niet gedwongen zouden worden het gebied te verlaten.
In de jaren direct na 1967 werd begonnen met de ontruiming van zo'n 6000 Arabieren uit de Joodse wijk, en de uitsluiting van Palestijnen van toegeëigende grond door de particuliere maatschappij belast met de ontwikkeling, met als reden dat ze niet Joods waren. Dit werd later in 1978 een juridische precedent toen de Hoge Raad in de zaak van Mohammed Burqan tot de uitspraak kwam dat, hoewel Burqan in het bezit was van zijn huis, hij daarin niet kon terugkeren, omdat het gebied van 'speciale historische betekenis' was voor het Joodse volk. Anno 1977 besloeg de Joodse wijk 11,6 hectare Toen Menachem Begin in 1977 aan de macht kwam, besloot hij als een teken van goede wil, dat 25 Arabische gezinnen in de Joodse wijk mochten blijven, terwijl de rest van de gezinnen die niet gevlucht waren tijdens de Zesdaagse Oorlog, in ruil voor hun evacuatie compensatie kregen aangeboden, hoewel de meesten dat afwezen. De wijk werd herbouwd in overeenstemming met de traditionele normen van de dichte structuur van de Oude Stad. Bewoners van de wijk kregen voor lange termijn huurcontracten van de Israel Land Administration en zijn er veel grote opleidingsinstituten gevestigd.

## Archeologie
Voordat de Joodse wijk werd herbouwd, werd het gebied uitgegraven onder supervisie van een archeoloog van de Hebreeuwse Universiteit van Jeruzalem Nahman Avigad. De oudheidkundige resten zijn te zien in een reeks musea, twee of drie verdiepingen beneden het niveau van de huidige stad en in openluchtparken. Onder de vondsten waren een 2200 jaar oude afbeelding van de Tempelmenora gegraveerd in een gepleisterde muur, en het zogeheten Verbrande Huis, het overblijfsel van een gebouw dat verwoest werd in de Joodse Oorlog tegen de Romeinse overheersing. De opgraving bracht ook een groot aantal woningen bewoond door de Herodiaanse hogere klassen aan het licht, de resten van de Byzantijnse Nea-kerk, de Cardo van Jeruzalem, een vijfde-eeuwse 70 voet brede weg die liep tussen de Heilig Grafkerk en de Nea-kerk, en de restanten van de Brede Muur, die twee keer genoemd wordt in het Bijbelboek Nehemia, en die werd gebouwd om Jeruzalem te verdedigen tijdens het bewind van koning Hizkia. Avigad groef ook de Israëlitische Toren op, een overblijfsel van Jeruzalems vestingwerken in de IJzertijd, die getuigt van het Babylonische beleg van Jeruzalem in 586 v. Chr.
In 2010 legden Israëlische archeologen een bad bloot, gebouwd door het Romeinse Tiende Legioen. De opgraving bracht treden aan het licht die leiden naar het bad, een witte mozaïekvloer en honderden terracotta dakpannen met het stempel van de Romeinse eenheid. Het kan deel uitgemaakt hebben van een groter complex waar duizenden soldaten een bad namen, en wekt de suggestie dat de Romeinse stad groter is geweest dan eerder gedacht. Tijdens de Jordaanse bezetting werd op deze plek een naaiatelier gebouwd. Ook werd in 2010 een Arabische inscriptie opgegraven daterend uit de 10e eeuw van het Kalifaat van de Abbasiden

## Bezienswaardigheden

### Synagogen
- Klaagmuur - allerheiligste Joodse site naast de Tempelberg
- Vier Sefardische synagogen
- Beit El-synagoge
- Tiferet Yisrael-synagoge
- Hurva-synagoge - de grootste synagoge in de Joodse wijk
- Ramban-synagoge - de oudste rabbijnse synagoge in de Joodse wijk
- Karaite-synagogue - gesticht door Anan Ben David - de grondleggervan de Karaiten, de oudste synagoge in de Joodse wijk

### Jesjiva's
- Yeshivat HaKotel (Jesjiva bij de Klaagmuur )
- Aish HaTorah

### Moskee
- Sidna Omar Moskee (verlaten)

### Archeologische plekken
- Zuidmuur
- Cardo - antieke Romeinse markt
- Israelitische Toren
- Nea-kerk
- Brede muur
- Verbrande Huis

### Markten
- Cardo
- Hurva-plein

## Overige
- Tempelinstituut